# Baronia d'Enveig
La Baronia d'Enveig era una baronia del Comtat de Cerdanya, relacionada amb el poble d'Enveig, creada durant la primera meitat del segle xviii. El primer que ostentà aquesta baronia fou Francesc de Pastors (es desconeix el llinatge de la seva mare, de nom Francesca), qui comprà la baronia el dia 1 de febrer del 1622 a Jacint i Casilda de Peguera, i va rebre un privilegi de noblesa el 28 de desembre del 1646 de mans de Felip IV de Castella.
Els barons d'Enveig foren, per ordre cronològic:
1. Francesc de Pastors (? - 1653), baró d'Enveig
2. Francesc de Pastors i de Copons (1648 - 1725), net de l'anterior, signà com a varvassor d'Enveig
3. Francesc de Pastors i de Barutell (1696 - 1751), fill de l'anterior, baró d'Enveig
4. Pere de Pastors i de Gible (1714 - 1802), fill de l'anterior, darrer baró d'Enveig.

Els seus descendents directes, que continuaren a Enveig, ja no utilitzen el títol de Baró d'Enveig, si bé alguns dels seus successors, pertanyents a la casa de Cal Cavaller d'Enveig, encara reivindicà el títol, en aquest cas com a Varvassoria d'Enveig.